# Sinclair Lewis
Pour les articles homonymes, voir Lewis.
Œuvres principales
- Main Street (1920)
- Babbitt (1922)
- Arrowsmith (1925)
- Elmer Gantry (1927)
- Dodsworth (1929)

Harry Sinclair Lewis, né le 7 février 1885 et mort le 10 janvier 1951, est un romancier et dramaturge américain majeur des années 1920 et 1930. En 1930, il est le premier Américain à recevoir le prix Nobel de littérature. Ce prix récompense tout particulièrement Babbitt (1922), l’un de ses romans les plus connus, dont le nom est devenu un mot du langage courant.
Ses romans sont à la fois des chroniques naturalistes de la société américaine moderne, de ses « petites villes » (small town), de sa classe moyenne aisée, et une peinture satirique de sa monotonie, de sa vulgarité affairiste et consumériste, de sa bigoterie et de son hypocrisie. Les caricatures dévastatrices de Lewis, bien que compréhensives, ont suscité de violentes polémiques.

## Biographie

### Enfance

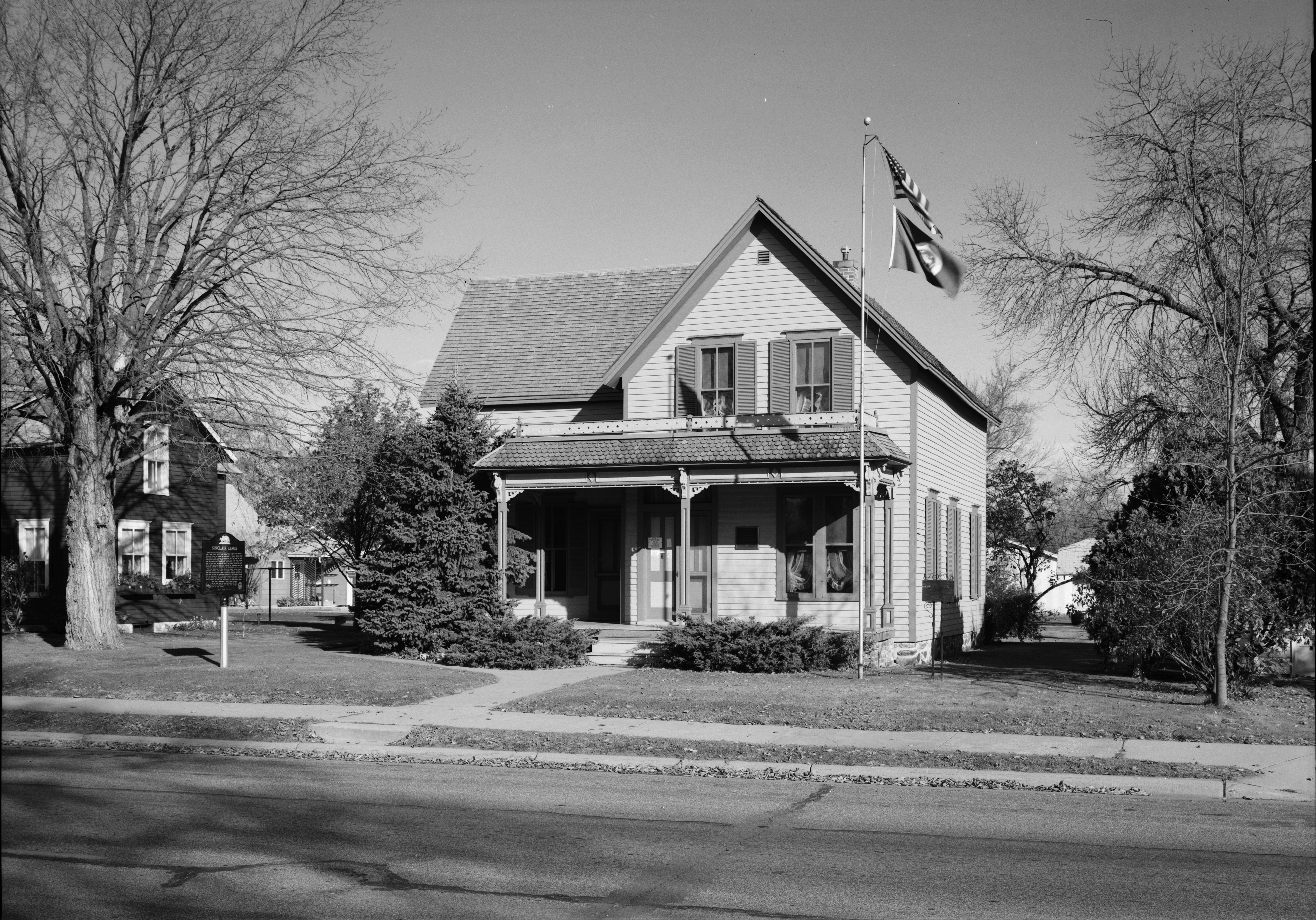
Maison d’enfance de Lewis et cabinet du docteur Lewis.

Sinclair Lewis est né le 7 février 1885 à Sauk Centre, un petit village du Minnesota, fondé en 1857, dont la rue principale inspirera Main Street.
Il est le troisième fils de Edwin J. Lewis et de Emma Kermott. Ses deux frères sont nés en 1875 (Fred) et 1878 (Claude). Le père de Lewis était un honnête et sévère médecin de campagne dont la discipline et la ponctualité étaient aussi proverbiales que celles de Kant, et il prit une part active à la vie de la communauté, en tant que membre des conseils scolaire et de la bibliothèque.
La mère de Lewis, née en 1849, souffrant de la tuberculose, meurt en 1891. Edwin Lewis doit s’occuper seul de ses trois jeunes fils ; pressé par ses amis de leur trouver une mère, il se remarie l'année suivante avec Isabel Werner, une femme décrite comme réservée et maternelle.
Enfant chétif et solitaire, Sinclair ne rêve que de voyages et d'aventures, afin d'échapper à la vie étouffante de sa petite ville. Il lit les livres de la bibliothèque de son père, puis de la bibliothèque Bryant construite en 1904, Charles Dickens, Walter Scott, Grote, Henry Longfellow font partie de ses lectures favorites.

### Les débuts
Il étudie à Oberlin College, un collège protestant dans l'Ohio, puis intègre l'Université Yale, sur la côte Est des États-Unis, dont il sort diplômé en 1908. Il interrompt brièvement ses années universitaires pour intégrer Helicon Hall, la colonie coopérative d'Upton Sinclair dans le New Jersey, puis pour se rendre au Panama. Jusqu'en 1915, il écrit des poèmes et des nouvelles, tout en travaillant pour des maisons d'édition. Il fréquente à cette époque plusieurs écrivains de gauche, comme Upton Sinclair, Jack London et le journaliste John Reed.
Ses premiers romans sont médiocres, et il vit de nouvelles, au ton optimiste, publiées dans des revues à grand tirage comme Collier's et le Saturday Evening Post.

### Les grands romans des années 1920

#### Main Street
Tout change pour lui en 1920. Son roman Main Street, critique acerbe de la vie de province du midwest américain, inspiré de sa jeunesse à Sauk Center (déguisée sous le nom de « Gopher Prairie »), devient un véritable phénomène d'édition. En quatre mois, il s'en vend plus de 100 000 exemplaires. Le roman est le plus grand livre à succès du premier quart de siècle aux États-Unis et connaît également un succès critique. Le comité d'attribution du Prix Pulitzer lui préfère néanmoins L'Âge de l'innocence d'Edith Wharton, que Lewis admire et à qui il dédicacera son roman suivant. Il est centré autour du personnage de Carol Milford, originaire de la (relativement) grande ville de Saint-Paul, Minnesota, qui s'installe à Gopher Prairie après son mariage avec le médecin local, le Dr. Kennicott. Romantique et idéaliste, Carol pense pouvoir embellir et moderniser la petite bourgade conservatrice, mais sera plutôt étouffée par son milieu.

#### Babbitt
Lewis poursuit dans la veine ouverte par Main Street au cours des années 1920, durant lesquelles il devient le chef de file de l'école réaliste américaine. Son roman suivant, Babbitt, publié en 1922, est lui aussi un classique immédiatement reconnu comme tel. Il met en scène George F. Babbitt, agent immobilier prospère, pilier de la chambre de commerce de la ville de Zenith, obsédé par les valeurs matérielles, et pourtant frustré par son existence centrée sur l'argent et la consommation. L'action se situe dans l'État américain imaginaire du Winnemac. Le roman, satirique, présente le premier portrait de l'Amérique des années 1920, obsédée par la spéculation foncière et l'acquisition d'objets de consommation, devenus abordables, comme les automobiles ou les réfrigérateurs. Cette classe moyenne en voie d'embourgeoisement ignore complètement l'art et la littérature.

#### Arrowsmith
En 1926, le prix Pulitzer lui est décerné pour Arrowsmith, un roman mettant en scène un jeune médecin idéaliste confronté à une profession aussi avide d'argent et de prestige que le milieu des affaires de Babbitt. Lewis refuse le prix, affirmant qu'il devrait être accordé à un texte mettant en valeur les qualités positives de l'Amérique, et non à un roman critique comme le sien. 

#### Elmer Gantry
Sinclair Lewis publie, en 1927, Elmer Gantry, histoire d'un ancien joueur de football américain devenu prêcheur itinérant. Elmer Gantry, charlatan cynique, malhonnête et alcoolique, s'élève dans la société grâce à la religion. Lewis s'inspire de Billy Sunday, ex-joueur vedette de baseball, devenu le prêcheur protestant le plus célèbre de son époque au tournant du XXe siècle. 

#### Sam Dodsworth
Le dernier roman classique de Lewis est Sam Dodsworth, publié en 1929, qui raconte l'histoire d'un couple d'Américains dont le mariage s'effondre lors d'un voyage en Europe.
Le roman aura inspiré une pièce de théâtre et le scénario du film Jeunesse perdue (film, 1936) écrits par Sidney Howard.

### Réception du Nobel
En 1930, Lewis devient le premier écrivain américain à être honoré du prix Nobel de littérature. La réception du prix se déroule dans des conditions difficiles, que reflète son discours de remerciement.
Dans ce discours, intitulé La Peur américaine de la littérature, rappelant les appels au lynchage dont il a été victime, il dénonce en effet l'intolérance de son pays à l'égard des écrivains qui ne glorifient pas la « simplicité bucolique et puritaine de l'Oncle Sam » et l'individu américain, « grand, beau, riche, honnête et bon golfeur. »
Selon lui, bien que les États-Unis aient entièrement changé de visage avec la révolution industrielle, le réalisme social littéraire décrivant ces changements est violemment critiqué, au nom d'un idéal de vie américain vertueux défendu par les institutions universitaires et les académies des arts. Mais la nouvelle génération d'écrivains américains (Faulkner, Wolfe et Hemingway, par exemple) s'est déjà émancipée de ce que Lewis nomme un provincialisme ennuyeux, pour décrire l'Amérique telle qu'elle est. Aussi espère-t-il voir son pays abandonner sa peur puérile de la littérature réaliste et satirique, pour parvenir à se doter de ce qui lui manque, malgré ses richesses et sa puissance, une civilisation « assez bonne pour satisfaire les désirs profonds de l'être humain. »

### Un succès planétaire et cinématographique
Lewis est dans ces années le romancier américain le plus célèbre au monde, et presque toutes ses œuvres vont être adaptées au cinéma en quelques années, par des réalisateurs connus et moins connus, avec les plus grandes vedettes de l'époque. 
De 1923 à 1936, Babbitt et Main Street compteront ainsi chacun deux adaptations, Arrowsmith sera adapté par John Ford, Dodsworth par William Wyler avec Walter Huston (qui joue également dans Ann Vickers avec Irene Dunne), Mantrap par Victor Fleming avec Clara Bow.

### Le déclin

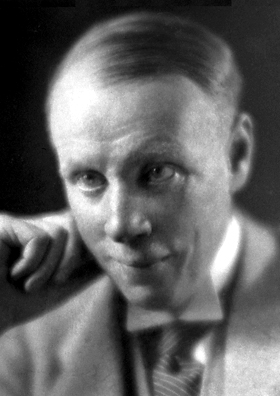
Sinclair Lewis en 1930.

Cependant, la valeur de ses romans baisse à partir de cette date. De sa production post-Nobel, seul It Can't Happen Here (« Cela ne peut arriver ici ») publié en 1935, approche de la qualité de ses œuvres des années 1920. Buzz Windrip y est élu président des États-Unis, grâce à un programme populiste. Il établit en quelques mois une dictature personnelle qui débouche finalement sur l'effondrement du pays et la guerre civile. Inspiré par la montée du fascisme en Europe, le roman devient rapidement un succès aux États-Unis avec plus de 320 000 copies vendues. Il connaitra un regain de popularité inattendu à la suite de l'élection de Donald Trump à la présidence des États-Unis en 2016.
Les ventes des romans de Sinclair Lewis baissent de manière sensible à partir du milieu des années 1930, alors qu'il mène une vie instable, voyageant de chambre d'hôtel en chambre d'hôtel et s'adonnant à la boisson. 
Il se marie et divorce deux fois au cours de sa vie. Il a eu deux fils : Wells, qui est tué en France durant la Seconde Guerre mondiale, et Michael.
Alcoolique et physiquement miné, Sinclair meurt le 10 janvier 1951 à Rome, lors d'un de ses nombreux voyages. Il est enterré dans sa ville natale.

## Œuvres

### Romans
- Hike and the Aeroplane (1912 ; roman pour jeunes lecteurs)
- Our Mr. Wrenn (1914)
- The Trail of the Hawk (1915) ; édition originale française parue aux éditions du Siècle/Catalogne en 1933 sous le titre Une vie comme une autre.
- The Innocents (1917)
- The Job (1917) ; édition originale française parue à La Librairie Arthème Fayard en 1932 sous le titre Une femme dans la vie.
- The Willow Walk (1918)
- Free Air (1919) ; édition originale française parue chez Albin Michel en 1932 sous le titre Coups de pompe gratis.
- Main Street (1920) : édition originale française parue aux éditions Jacques Haumont en 1932 sous le titre Grand-Rue.
- Babbitt (1922) ; édition originale française parue à La Librairie Stock Delamain et Boutelleau en 1930 sous le même titre.
- Arrowsmith (1925) ; édition originale française parue à La Librairie de Paris/Firmin Didot en 1931 sous le même titre.
- Mantrap (1926) ; édition originale française parue chez Albin Michel en 1932 sous le titre Le Lac qui rêve.
- Elmer Gantry (1927) ; édition originale française parue à La Librairie Arthème Fayard en 1932 sous le même titre.
- The Man Who Knew Coolidge (1928) ; édition originale française parue à La Librairie de la revue française/Alexis Redier en 1931 sous le titre Un Américain parle.
- Sam Dodsworth (1929) ; édition originale française parue chez Plon en 1931 sous le même titre.
- Ann Vickers (1933) ; édition originale française parue à La Librairie Stock Delamain et Boutelleau en 1933 sous le même titre.
- Work of Art (1934) ; édition originale française parue à La Librairie Stock Delamain et Boutelleau en 1933 sous le titre Le chef-d’œuvre.
- It Can't Happen Here (1935) ; édition originale française parue chez Gallimard en 1937 sous le titre Impossible ici[7].
- The Prodigal Parents (1938) ; édition originale française parue chez Gallimard en 1939 sous le titre Les Parents prodigues.
- Bethel Merriday (1940)
- Gideon Planish (1943)
- Harri (1943)
- Cass Timberlane (1945) ; édition originale française parue à La Librairie Stock en 1946 sous le même titre.
- Kingsblood Royal (1947) ; édition originale française parue chez Flammarion en 1948 sous le titre De sang royal.
- The God-Seeker (1949)
- World So Wide (1951), posthume ; édition originale française parue chez Del Duca/Les éditions mondiales en 1952 sous le titre Notre monde immense.

### Nouvelles isolées
- The Ghost Patrol (1917) Publié en français sous le titre Le Policier fantôme, Paris, Opta, L'Anthologie du mystère no 2, 1964
- The Willow Walk (1918) Publié en français sous le titre L'Allée des saules, Paris, Opta, Mystère Magazine no 187, août 1963
- The Post-Mortem Murder (1921) Publié en français sous le titre Mort d'un immortel, Paris, Opta, Mystère Magazine no 58, février 1966

### Journal
- Minnesota Diary, 1942-1946, édité par Killough, George, 2000

### Correspondance
- From Main Street to Stockholm; letters of Sinclair Lewis, 1919-1930, éditées par Harrison Smith, New York, Harcourt, Brace 1952
- Letters from Jack London: containing an unpublished correspondence between London and Sinclair Lewis, éditées par King Hendricks et Irving Shepard, London, MacGibbon & Kee, 1966

## Adaptations cinématographiques
- 1919 : Les Blés d'or (The Unpainted Woman) de Tod Browning
- 1922 : Free Air d'Edward H. Griffith
- 1923 : La Rue des vipères, de Harry Beaumont
- 1926 : Mantrap de Victor Fleming
- 1931 : Arrowsmith de John Ford
- 1931 : Forbidden Adventure de Norman Taurog
- 1933 : Ann Vickers de John Cromwell
- 1934 : Babbitt de William Keighley
- 1936 : Dodsworth de William Wyler
- 1947 : Éternel Tourment de George Sidney
- 1960 : Elmer Gantry le charlatan de Richard Brooks